# Dalmatin

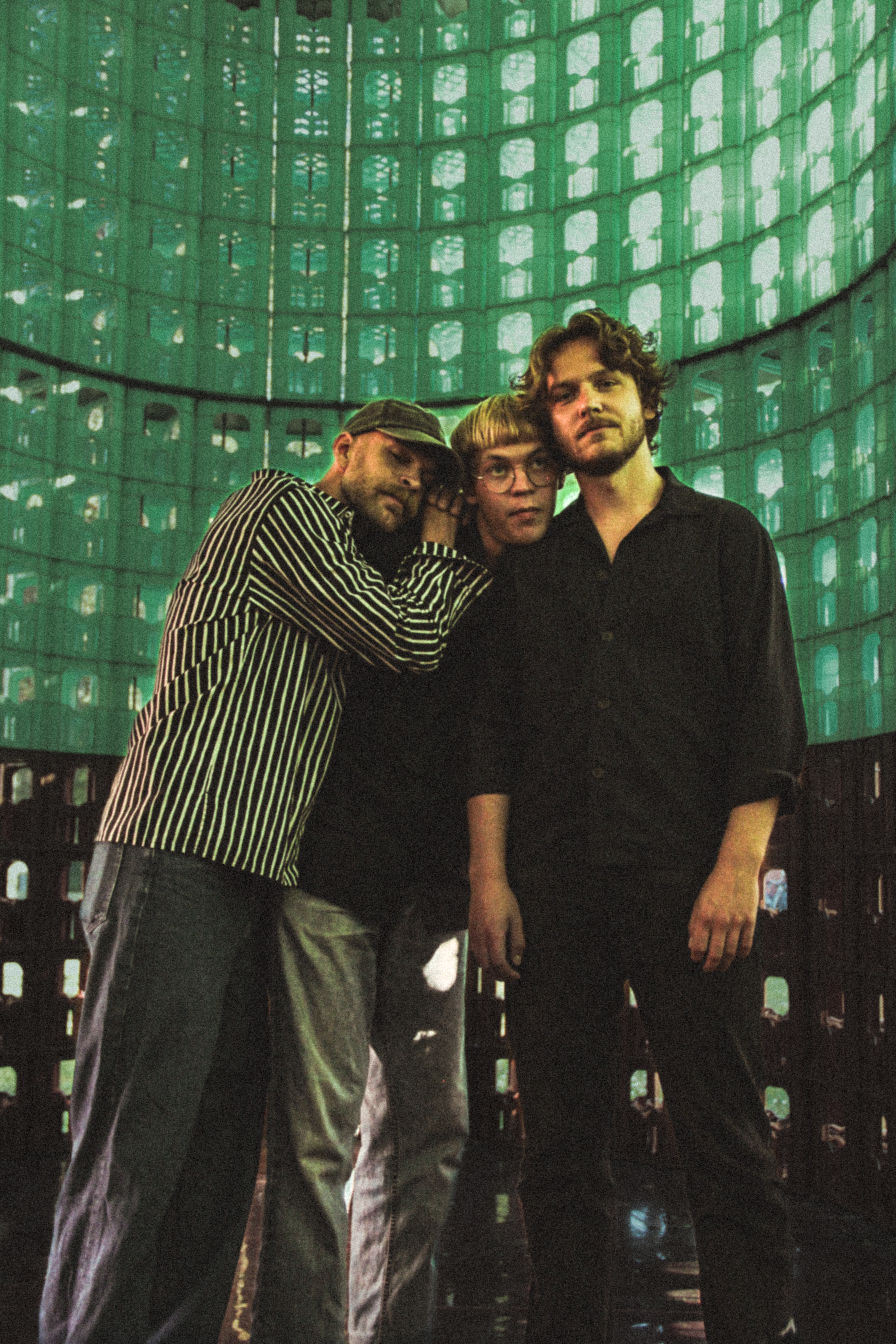
Umeåbandet Dalmatin 2023.

Dalmatin är en svensk musikgrupp bestående av medlemmarna Karl Fjellborg, Ludvig Carlborg och Ville Isakson Jonsson. Dalmatin bildades i Umeå, och debuterade i oktober 2023 med singeln "Festival". I maj 2024 kom första albumet "Ansiktet i gruset", som släpptes under Roxy Recordings. Albumet recenserades i musiktidsskriften Gaffa, där skivan gavs 4 av 6 i betyg. Dalmatin är kända för sin energifyllda indiepop och har synts till i bland annat Sveriges Radio P3 , Nöjesguiden och Västerbottens-Kuriren. Dalmatin är aktuella med sin andra skiva, "Allting är en tavla", som beräknas släppas under hösten 2025.

## Fotnoter
1. ↑  https://gaffa.se/recensioner/2024/april/album/dalmatin-ansiktet-i-gruset-tranande-och-hoppfull/
2. ↑  https://www.sverigesradio.se/artikel/banden-om-replokalskrisen-farre-kommer-borja-spela
3. ↑  https://ng.se/recensioner/musik/dalmatin-dagarna-och-kvallarna
4. ↑  https://www.vk.se/2024-01-25/dalmatin-malet-ar-att-bli-sveriges-storsta-band-13dec
5. ↑  https://www.vk.se/2025-03-22/dalmatin-vi-vantar-bara-pa-att-alla-andra-ska-fatta-d71ed